# یاسپر استویفن
یاسپر استویفن (انگلیسی: Jasper Stuyven؛ زادهٔ ۱۷ آوریل ۱۹۹۲) دوچرخه‌سوار اهل بلژیک است.
از باشگاه‌هایی که در آن بازی کرده‌است می‌توان به تیم ترک-سگافردو اشاره کرد.